# Albert Brooks
Albert Lawrence Brooks (Beverly Hills, Califòrnia, 22 de juliol de 1947) és un actor estatunidenc. Va rebre la nominació dels Oscars el 1987 pel seu paper a Broadcast News. Va donar la veu al peix pallasso Marlin a Finding Nemo, i a diverses veus en la sèrie The Simpsons.

## Biografia
Brooks era fill de l'actriu i cantant Thelma Leeds (nascuda Goodman), i de Harry Einstein, un comediant de la ràdio conegut com a Parkyakarkus. Brooks va anar al Carnegie Mellon a Pittsburgh, durant un any. Canvià el seu cognom d'Einstein (per evitar la confusió amb Albert Einstein) i començà a ser un actor de comèdia.

## Filmografia

### Cinema
| Any  | Títol                                     | Personatge                      | Notes |
| ---- | ----------------------------------------- | ------------------------------- | --- |
| 1976 | Taxi Driver                               | Tom                             | |
| 1979 | Real Life                                 | Albert Brooks                   | |
| 1980 | Private Benjamin                          | Yale Goodman                    | |
| 1981 | Modern Romance                            | Robert Cole                     | |
| 1983 | Twilight Zone: The Movie                  | Car Driver                      | Segment: Prologue |
| 1983 | Terms of Endearment                       | Veu de Rudyard Greenway         | Acreditat com "A. Brooks" |
| 1984 | Unfaithfully Yours                        | Norman Robbins                  | |
| 1985 | Lost in America                           | David Howard                    | També guionista/director National Society of Film Critics Award al millor guió |
| 1987 | Broadcast News                            | Aaron Altman                    | American Comedy Award al millor actor secundari divertit Boston Society of Film Critics Award al millor actor Nominació – Oscar al millor actor secundari 2n – National Society of Film Critics Award al millor actor 3r – National Society of Film Critics Award al millor actor secundari |
| 1991 | Un judici celestial (Defending Your Life) | Daniel Miller                   | |
| 1994 | I'll Do Anything                          | Burke Adler                     | |
| 1994 | The Scout                                 | Al Percolo                      | |
| 1996 | Mother                                    | John Henderson                  | National Society of Film Critics Award al millor guió New York Film Critics Circle Award al millor guió |
| 1997 | En estat crític (Critical Care)           | Dr. Butz                        | |
| 1998 | Dr. Dolittle                              | Jacob the Tiger                 | Veu |
| 1998 | Out of Sight                              | Richard Ripley                  | |
| 1999 | La musa (The Muse)                        | Steven Phillips                 | |
| 2001 | My First Mister                           | Randall 'R' Harris              | |
| 2003 | The In-Laws                               | Jerry Peyser                    | |
| 2003 | Finding Nemo                              | Marlin                          | Veu |
| 2003 | Exploring the Reef                        | Marlin                          | Veu Curtmetratge |
| 2005 | Looking for Comedy in the Muslim World    | Ell mateix                      | |
| 2007 | The Simpsons Movie                        | Russ Cargill                    | Veu |
| 2008 | The Incredible Adventures World           | Julio / Kevin / Vilgax / Marlin | Veu |
| 2011 | Drive                                     | Bernie Rose                     | African American Film Critics Association Award al millor actor secundari Austin Film Critics Association Award al millor actor secundari Boston Society of Film Critics Award al millor actor secundari Chicago Film Critics Association Award al millor actor secundari Florida Film Critics Circle Award al millor actor secundari Houston Film Critics Society Award al millor actor secundari Las Vegas Film Critics Society Award al millor actor secundari National Society of Film Critics Award al millor actor secundari New York Film Critics Circle Award al millor actor secundari New York Film Critics Online Award al millor actor secundari Oklahoma Film Critics Circle Award al millor actor secundari Phoenix Film Critics Society Award al millor actor secundari San Francisco Film Critics Circle Award al millor actor secundari Satellite Award al millor actor secundari St. Louis Gateway Film Critics Association Award al millor actor secundari Village Voice Film Poll al millor actor secundari Washington D.C. Area Film Critics Association Award al millor actor secundari Nominació - Broadcast Film Critics Association Award al millor actor secundari Nominació - Central Ohio Film Critics Association Award al millor actor secundari Nominació - Detroit Film Critics Society Award al millor actor secundari Nominació - Globus d'Or al millor actor secundari Nominació - Independent Spirit Award al millor actor secundari Nominació - Indiana Film Critics Association Award al millor actor secundari Nominació - London Film Critics Circle Award al millor actor secundari de l'any Nominació - Online Film Critics Society Award al millor actor secundari Nominació - San Diego Film Critics Society Award al millor actor secundari Nominació - Southeastern Film Critics Association Award al millor actor secundari |
| 2012 | This Is 40                                | Larry                           | |

### Televisió
| Any       | Títol                       | Personatge                 | Notes                                                                |
| --------- | --------------------------- | -------------------------- | -------------------------------------------------------------------- |
| 1969      | Hot Wheels                  | Kip Chogi Veus addicionals |                                                                      |
| 1970      | The Odd Couple              | Rudy                       | Episodi 1.8: "Oscar, the Model" and Episode 1.11: "Felix Is Missing" |
| 1971      | Love, American Style        | Christopher Leacock        | Episodi 2.16: "Love and Operation Model/Love and the Sack"           |
| 1972      | The New Dick Van Dyke Show  | Dr. Norman                 | Episode 2.2: "The Needle"                                            |
| 1975–76   | Saturday Night Live         | Personatges addicionals    | Guionista i director de diversos espais                              |
| 1976      | The Famous Comedians School | N/A                        | Telefilm; guionista, muntador i director                             |
| 1990–2011 | The Simpsons                | Diversos personatges       | 6 episodis Acreditat com "A. Brooks"                                 |
| 2008      | Weeds                       | Lenny Botwin               | 4 episodis                                                           |